# Concinnia brachyosoma
Espèce
Synonymes
- Lygosoma brachysoma Lönnberg & Andersson, 1915
- Eulamprus brachyosoma (Lönnberg & Andersson, 1915)

Concinnia brachyosoma est une espèce de sauriens de la famille des Scincidae.

## Répartition
Cette espèce est endémique du Nord du Queensland en Australie. Elle a été découverte à Atherton.

## Publication originale
- Lönnberg & Andersson, 1915 : Results of Dr. E. Mjöbergs Swedish Scientific Expeditions to Australia 1910-13. 7. Reptiles collected in northern Queensland. Kongliga Svenska Vetenskaps Akademiens Handlingar, Stockholm, vol. 52, p. 1-7 (texte intégral).